# Rapala caerulescens
Rapala caerulescens är en fjärilsart som beskrevs av Otto Staudinger 1889. Rapala caerulescens ingår i släktet Rapala och familjen juvelvingar. Inga underarter finns listade.